# Diego Alarcón
Diego Alarcón (Buenos Aires, Argentina, 2 de marzo de 1975) es un exfutbolista argentino. Jugaba de defensa

## Clubes

### Como jugador
| Club                    | País      | Año       |
| ----------------------- | --------- | --------- |
| Talleres                | Argentina | 1995-1996 |
| San Lorenzo             | Argentina | 1997-1998 |
| Belgrano                | Argentina | 1999      |
| Jorge Wilstermann       | Bolivia   | 2000      |
| The Strongest           | Bolivia   | 2001      |
| Independiente Rivadavia | Argentina | 2001      |
| Barcelona SC            | Ecuador   | 2002      |
| Manta FC                | Ecuador   | 2003      |
| Atlético de Rafaela     | Argentina | 2003-2004 |
| Emelec                  | Ecuador   | 2004      |
| Atlético de Rafaela     | Argentina | 2005      |
| Gimnasia de Jujuy       | Argentina | 2005-2006 |
| Liga de Portoviejo      | Ecuador   | 2008      |

### Como entrenador
| Club              | País    | Año       |
| ----------------- | ------- | --------- |
| Deportivo Azogues | Ecuador | 2013-2014 |
| Deportivo Azogues | Ecuador | 2015      |
| Delfín SC         | Ecuador | 2016      |

## Palmarés

### Campeonatos nacionales
| Título             | Club                | País      | Año     |
| ------------------ | ------------------- | --------- | ------- |
| Primera División   | Jorge Wilstermann   | Bolivia   | 2000    |
| Primera B Nacional | Atlético de Rafaela | Argentina | 2002-03 |